# Caradrina congesta
Caradrina congesta är en fjärilsart som beskrevs av Lederer 1853. Caradrina congesta ingår i släktet Caradrina och familjen nattflyn. Inga underarter finns listade i Catalogue of Life.